# Szajna
A Szajna (franciául la Seine) folyó Franciaország területén, az ország legismertebb, legjelentősebb folyója.

## Nevének eredete
Neve a kelta Sicauna szóból származik, jelentése „szent folyó”. Sztrabónnál Székoana, latinul Sequana.

## Földrajzi adatok
A folyó Franciaországban, Burgundiában a Langres-fennsíkon ered 470 méter magasan. Átfolyik az ország legsűrűbben lakott vidéken és Le Havre városnál torkollik a La Manche-ba. A hossza 777 km, vízgyűjtő területe 75 374 km², míg átlagos vízhozama 563 m³ másodpercenként.
Jelentősebb városok a Szajna mentén, a torkolat felé haladva: Troyes, Fontainebleau, Melun, Párizs, Rouen és Le Havre.
Mellékfolyói a Aube, Loing, Essonne, Orge, Epte, Yonne, Andelle, Marne, Eure, Risle és Oise.

## További információk

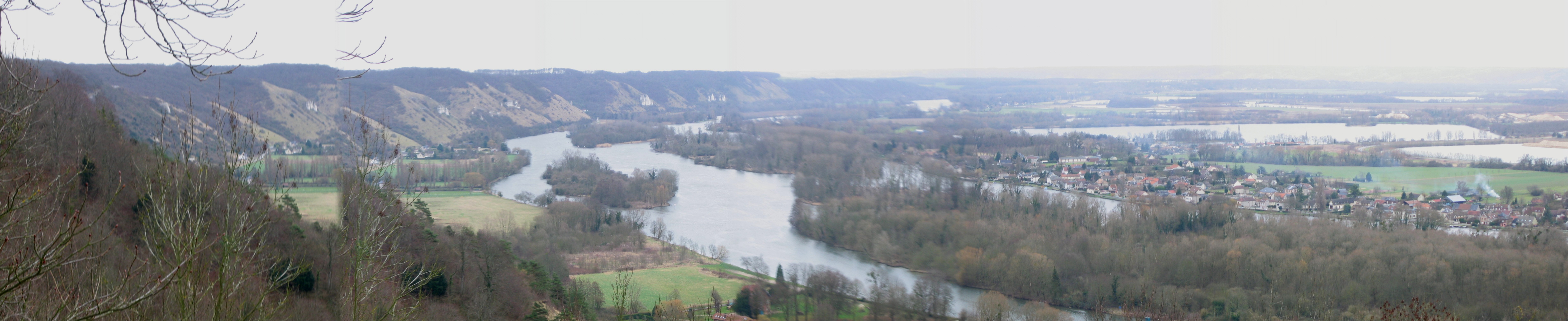
A Szajna Normandiában

## Hajózás
A Szajna fontos hajóút. Kisebb hajókkal 560 km hosszan, Nogent-sur-Seine városkáig hajózható, míg óceánjáró hajókkal Rouenig (120 km). Ezt biztosítandó Párizsig 8 zsilip, Párizstól a torkolatig pedig még 6 zsilip tartja megfelelő szinten a vízállást. Csatornákkal össze van kötve az összes környékbeli nagy folyóval, ezek a Schelde, Maas, Rajna, Loire, és Saône.